# Hans O. Staub
Hans O. Staub (* 22. September 1922 in Davos; † 29. August 1998 in Zollikon) war ein Schweizer Journalist und Buchautor.

## Leben
Von 1945 bis 1949 studierte Hans O. Staub Geschichte an der Universität Zürich. Seine journalistische Laufbahn begann 1946 als Redaktor beim Neuen Winterthurer Tagblatt. Staub war von 1951 bis 1962 als Frankreich-Korrespondent für den Tages-Anzeiger und Schweizer Radio DRS tätig. Bis 1965 leitete er die Auslandredaktion des Tages-Anzeigers, dann kam er zum Schweizer Fernsehen, wo er das Wochenmagazin Rundschau gründete und mitmoderierte. Von 1970 bis 1983 war er Chefredaktor der Weltwoche, dann bis 1986 deren Herausgeber.
Hans Staub hat das «O.» (Oskar, sein zweiter Vorname) dem Namen beigefügt, um nicht mit dem damals sehr bekannten Fotografen Hans Staub verwechselt zu werden.

## Werke
- Paris für Anfänger. Ein Leitfaden in neun Kapiteln. Mit vielen Zeichnungen von Chaval. Diogenes, Zürich 1962.
- Frankreich zwischen gestern und morgen. Walter, Olten 1963.
- Charles André Marie Joseph de Gaulle. Träumer oder Realist? Bucher, Luzern 1966.
- Südafrika-Report. Rassentrennung, Wunschtraum, Wahn und Wirklichkeit. Europa, Wien 1975.
- Unbekannter Nachbar Frankreich. AT, Aarau 1983, ISBN 3-85502-175-9.
- Unbekannter Nachbar Israel. AT, Aarau 1985, ISBN 3-85502-240-2.
- Paris. Bildband mit Fotos von Othmar Baumli. Reich (Terra magica), Luzern 1985, ISBN 3-7243-0226-6.
- Von Schmidheiny zu Schmidheiny. Verein für Wirtschaftshistorische Studien (= Schweizer Pioniere der Wirtschaft und Technik. 61), Meilen 1994, ISBN 3-909059-07-4.
- La lutte contre le gaspillage. René Wasserman (1911–1993) (= Pionniers suisses de l'économie et de la technique 11) Meilen 1997, ISBN 3-909059-14-7.